# Stomorine
Stomorine – wieś w Bośni i Hercegowinie, w Federacji Bośni i Hercegowiny, w kantonie sarajewskim, w gminie Ilijaš. W 2013 roku liczyła 43 mieszkańców, z czego większość stanowili Boszniacy.